# Куеда (деревня)
Куеда — упразднённая деревня в составе Куединского муниципального округа в Пермском крае. В 2025 году включена в состав посёлка Куеда.

## Географическое положение
Деревня расположена в центральной части округа на расстоянии менее 1 км на северо-запад от посёлка Куеда.

## Климат
Климат умеренно континентальный. Зима продолжительная, снежная. Средняя температура января −14…−15 °C. Лето умеренно тёплое. Самый тёплый месяц — июль. Средняя температура июля +18,5 °C. средняя годовая температура составляет +2,1 °C. Абсолютный максимум июльских температур достигает +38 °C, а минимальный +2 °C. Длительность вегетационного периода (с температурой выше +5 °C) колеблется от 155 до 165 дней, безморозный период колеблется от 110 до 130 дней. Период с температурой воздуха выше 10 °C продолжается в течение 125 дней. Осадков в среднем выпадает 450—550 мм. Средняя дата первого заморозка 20 сентября. Снежный покров устанавливается в конце октября — начале ноября и держится в среднем 170—190 дней в году. Средняя дата появления первого снежного покрова 18 октября. Толщина снега к марту месяцу достигает 60-70 см.

## История
С 2006 до 2020 года входила в состав Куединского сельского поселения Куединского района. После упразднения обоих муниципальных образований в мае 2020 года имеет статус рядового населённого пункта Куединского муниципального округа.

## Население
| 2002 | 2010 |
| ---- | ---- |
| 494  | ↘433 |

Постоянное население составляло 494 человек в 2002 году (79 % русские), 433 человека в 2010 году.